# 2336 Сіньцзян
2336 Сіньцзян (2336 Xinjiang) — астероїд головного поясу, відкритий 26 листопада 1975 року.
Тіссеранів параметр щодо Юпітера — 3,176.
Названо на честь Сіньцзян-Уйгурського автономного района (кит.: 新彊) — автономний район на північному заході КНР.